# Фелікс I
Святи́й Фе́лікс I (лат. Felix; ? — 30 грудня 274) — двадцять шостий папа Римський (5 січня 269 — 30 грудня 274), за походженням римлянин, про якого відомо небагато. Вважається, що він запровадив відправлення літургії на могилах мучеників у річниці їх смерті, хоча цей звичай, напевне, існував і раніше. Помер 30 грудня 274 року і був похований у Катакомбах святого Калліста. Визнається мучеником. Його реліквії зберігаються у Замку Гайліґенберґ, що розташований на березі Бодензее.
Його день відзначається католицькою церквою 30 грудня.
Святий Кирил Олександрійський також визнавав його святим мучеником.

## Цитати
"Що ж стосується до втілення Слова і віри, ми віруємо в Господа нашого Ісуса Христа, народженого від Марії Діви, (віруємо) що Він є вічний Син Божий і Слово, а не людина, сприйнята Богом, так щоб (людина) була інша від Нього; тому що не так сприйняв людину Син Божий, щоб бути іншим від неї (істотою), але будучи досконалим Богом, став також і досконалою людиною, втілившись від Діви".